# Друга холодна війна

Карта, що показує три основні держави Другої холодної війни: США, Росію та Китай.

Друга холодна війна (англ. Cold War II, Second Cold War) або Нова холодна війна (англ. New Cold War) — термін, що використовують з 2010-х для характеристики новітнього політичного, економічного, військового та іншого протистояння між Європейським Союзом і США з одного боку та Російською Федерацією з іншого. Свою назву поняття отримало за аналогією із Холодною війною — протистоянням між блоком капіталістичних країн на чолі з США з одного боку та Радянським Союзом і його союзниками з іншого.
Конфронтація між Росією та країнами Заходу, ініційована Росією в 2008 році (війна в Грузії), загострилась у відповідь на збройну агресію Росії проти України: анексію Криму Росією, проголошення так званих «ДНР» та «ЛНР» на сході України як самостійних держав і повномасштабне вторгнення Росії в Україну 2022 року. Європейський союз, США, Канада і низка інших країн оголосили про введення санкцій. Заходи включають заморожування активів і введення візових обмежень для осіб, включених в спеціальні списки, а також заборону компаніям країн, які підтримували ділові відносини з особами та організаціями, включеними до списків.

Мапа головних протиборчих сторін та конфліктів Другої Холодної війни — Синій: Сполучені штати та їх союзники, Червоний — Комуністичний Китай та Росія та їх союзники

Часто термін Друга холодна війна відносять також до дедалі більшої економічної і політичної напруженості між США та КНР.
У своїй промові у посланні Федеральному зібранню 1 березня 2018 року Президент Росії Володимир Путін офіційно проголосив реваншистську політику знівелювавши основну більшовицьку ідеологему, за допомогою якої вони змогли закріпитися на завойованих силою зброї колишніх територіях Російської імперії. У цій промові він оголосив усі незалежні країни, які утворилися після розпаду СРСР втраченими територіями Росії висуваючи таким чином територіальні претензії до всіх сусідів. Також це безпосередньо офіційно підтверджує, що Радянський Союз ніколи не був союзом незалежних республік (союзом-конфедерацією), а фактично замаскованою окупацією.

## Відмінності від Першої холодної війни

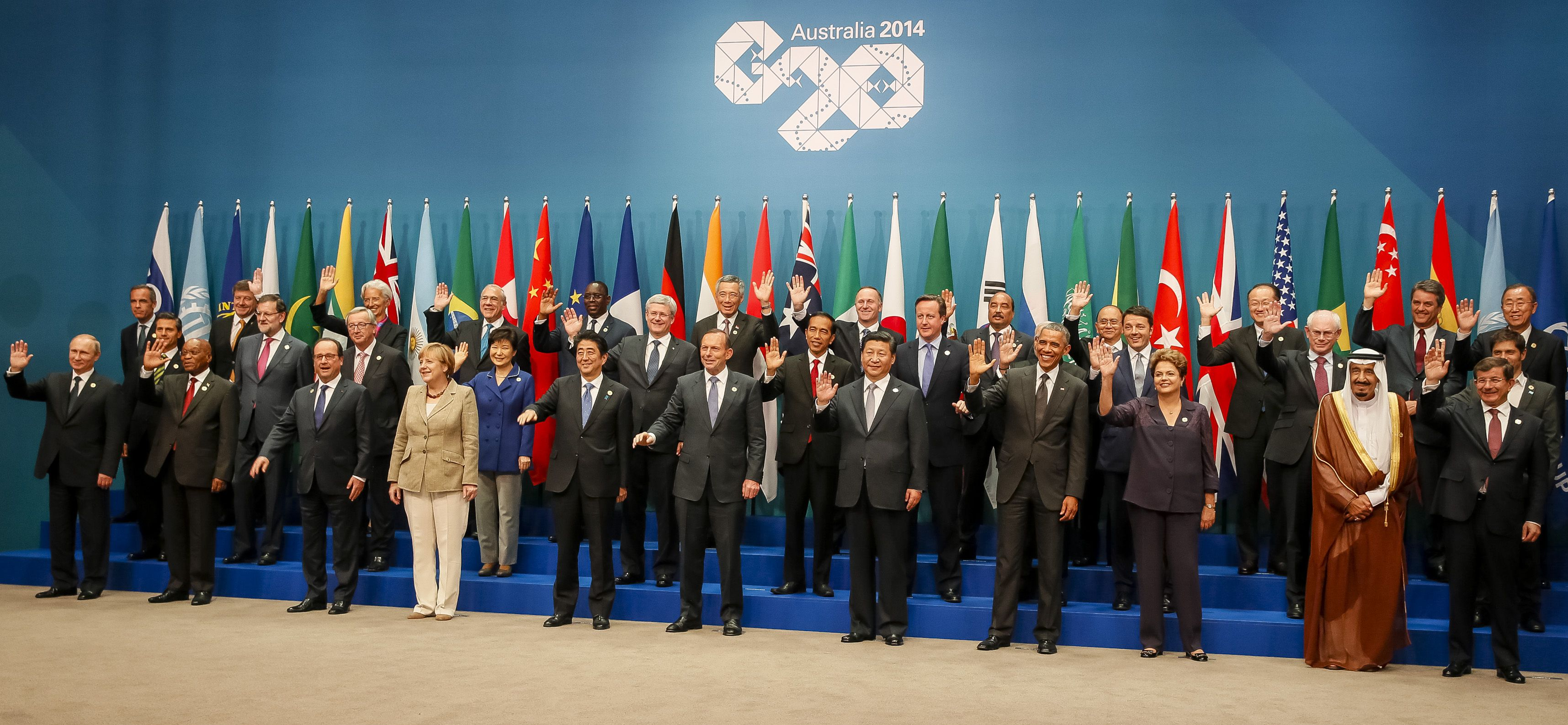
Путін (крайній зліва) на саміті G20, який проходив у Брисбені 15-16 листопада 2014 року

На думку академіка РАН Юрія Рижова принциповою відмінністю нової Холодної війни є те, що вона ведеться в умовах війн нового характеру — гібридних

## Причини та передумови протистояння
Однією з причин погіршення відносин Росії з країнами Західного світу, розширення НАТО на схід і введенням міжнародних санкцій проти Росії служить загострення відносин РФ з країнами колишнього СРСР і ряду збройних конфліктів на їх території за участю Росії. Після війни в Грузії 2008 року США і Росія оголосили «перезавантаження» відносин, через що сучасний конфлікт у першому десятилітті XXI століття вдалося уникнути.
Після серії отруєнь на території Великої Британії та, зокрема отруєння колишнього радянського розвідника Сергія Скрипаля спеціальними службами Росії, західні країни врешті змінили свою риторику на жорсткішу й визнали пряму загрозу з боку Росії та почали діяти відповідно. Реакція країн заходу призвела до масштабної висилки з цих країн російських дипломатів.

## Перспективи
Нова холодна війна загрожує втратою вільних зв'язків між Заходом і Росією, так як взаємні санкції США та Росії впливають на їх зв'язки зі своїми союзниками. Тому нова конфронтація має жахливу «перспективу» глобальної геополітичної, військової, економічної та ідеологічної конфронтації між фашистською Росією і її союзниками — з одного боку, і США та їх союзниками — з іншого. В серпні 2015 академік Рижов зазначив, що російська влада, розпочавши агресію проти України, ввела Росію в історичну та стратегічну пастку, а Холодна війна 2 наближається до свого апогею.
15 грудня 2017 року найбільш високопосадовий військовий офіцер Великої Британії Стюарт Піч застеріг щодо нової загрози, яку становить Росія для комунікацій та інтернет-кабелів, прокладених дном моря. Начальник генерального штабу британських збройних сил Стюарт Піч заявив, що захист ліній зв'язку має стати пріоритетом для Британії й НАТО. Він вказав, що знищення або виведення з ладу кабелів стане «раптовим і потенційно катастрофічним» ударом по економіці країн НАТО.
22 січня 2018 року Голова Генштабу Збройних сил Великої Британії генерал Ніколас Картер під час виступу в Королівському інституті Збройних сил заявив, що президент Росії Володимир Путін може почати бойові дії проти Заходу «швидше, ніж очікувалось». В ході свого виступу начальник Генштабу закликав залучити додаткові кошти для збройних сил. Він також додав, що Велика Британія могла б перекинути свої війська з Німеччини у Східну Європу, щоб вони могли швидко реагувати у разі розгоряння війни. Варто зазначити, що виступ генерала відбувся одразу після того, як ряд експертів висловили свої попередження про загрозу з боку Росії та необхідність Великої Британії витрачати більше на оборону. Керівник Національного Центру КіберБізнес застеріг, що головне питання, яке стоїть перед країною, не «а якщо на неї нападуть…», а «коли на неї нападуть».

## Нові перегони озброєнь
Після вторгнення Росії до України в 2014 році, нею протягом кількох років були повністю демонтовані усі міжнародні заходи зниження напруженості й запобігання війни періоду Першої холодної війни, запроваджені в другій половині 1980-х років.

### Скасування ДРСМД
Після відмови припинити порушення договору з боку Росії Президент Володимир Путін заявив, що дії США з ліквідації договору про ліквідацію ракет середньої і малої дальності призведуть до нічим не стримуваних перегонів озброєнь.

### Скасування ДЗЗСЄ
10 березня 2015 року, посилаючись на «де-факто» порушення НАТО Договору, Росія офіційно оголосила, що «повністю» припиняє свою участь у ньому з наступного дня.